# 8-й армейский корпус (Украина)
8-й армейский корпус (укр. 8-й армійський корпус) — оперативно-тактическое объединение в составе Сухопутных войск Украины в период 1993—2015 гг.

## История формирования корпуса
Управление армии, первоначально 8-й механизированной, было сформировано вскоре после завершения Великой Отечественной войны на базе управления 52-й армии. Основой армии стали соединения и части реформируемых 13-й и 52-й армий. В отличие от шести танковых армий военных лет, 8-я, как и сформированная в составе Северной группы войск 7-я механизированная (будущая 7-я танковая) не имели почётного звания гвардейских, так как не участвовали в войне.
После распада СССР в 1992 году 8-я танковая армия Советской армии приняла военную присягу на верность украинскому народу. 1 декабря 1993 года армия была переименована в 8-й армейский корпус. Основу корпуса составили лишь 30-я гвардейская Новоград-Волынская Краснознаменная ордена Суворова танковая дивизия и несколько баз хранения.

## В составе ВСУ
1 декабря 1993 года 8-я танковая армия переименована в 8-й армейский корпус. Основу корпуса составила 30-я гвардейская танковая дивизия. В состав объединения вошла также 72-я механизированная Красноградская Краснознамённая дивизия, согласно указу Президента Украины дивизии было присвоено почетное наименование «Киевская».
Соединения и части, входившие в состав корпуса, дислоцировались на территории 5 областей — Житомирской, Львовской, Черниговской, Киевской и Сумской. Корпус расформирован в марте 2015 года.
В результате передачи зенитных ракетных бригад из Сухопутных войск в войска ПВО корпус 138-я зенитная ракетная бригада вооруженная комплексом Бук-М1, была выведена их состава корпуса. Задача по противовоздушной обороне войск корпуса возлагалась на подразделения ПВО дивизий.

## Война в Донбассе
С началом войны в Донбассе части корпуса, в частности 30-я и 72-я отдельные механизированные бригады, 1-я отдельная танковая бригада и 26-я отдельная артиллерийская бригада неоднократно привлекались к ведению боевых действий.
Согласно совместной директивы Министра обороны Украины и Начальника Генерального штаба Вооруженных Сил Украины в марте 2015 года 8-й армейский корпус был расформирован, а воинские части переданы в другое подчинение.